# Carpodetus pullei
Carpodetus pullei är en tvåhjärtbladig växtart som beskrevs av Schlechter. Carpodetus pullei ingår i släktet Carpodetus och familjen Rousseaceae. Inga underarter finns listade i Catalogue of Life.